# Josef Koutecký
Josef Koutecký (31. srpna 1930 Praha – 5. července 2019) byl český lékař, chirurg a zakladatel dětské onkologie v Československu. Po sametové revoluci zastával čtyři funkční období post děkana 2. lékařské fakulty UK, v mezidobí byl prorektorem Univerzity Karlovy v Praze. Byl také literárně činný. Koutecký byl katolický křesťan.
V roce 2010 obdržel hlavní Národní cenu projektu Česká hlava za celoživotní dílo a výzkum v oboru dětské onkologie. V roce 2015 převzal Cenu Neuron za přínos světové vědě v oboru medicína.

## Život
Josef Koutecký vyrůstal v Kralupech nad Vltavou, pak se rodina přestěhovala do Prahy. Po maturitě na Akademickém gymnáziu v Praze se rozhodl pro studium lékařství. Fakultu všeobecného lékařství UK vystudoval v roce 1955 s výbornými výsledky a nastoupil jako lékař do dětské léčebny v Novém Bydžově, posléze v Janských Lázních. V roce 1957 přestoupil do Prahy na Kliniku dětské chirurgie FDL UK na Karlově.
V roce 1964 ve svých 34 letech založil v Československu dětskou onkologii, a to v době, kdy na onkologická onemocnění umíralo 97 procent dětí s touto diagnózou. Přispěl k tomu, že se toto číslo postupně snížilo na 17 procent.
| „                            | Zakládal jsem to z ničeho, řekl bych až s pohrdáním některých kolegů. Neměl jsem nic. Místo, přístroje, léky ani lidi. Nic. Téměř všechny děti tehdy umíraly. | “ |
| — Josef Koutecký, srpen 2018 | |   |

Dne 1. listopadu 1978 bylo jeho pracoviště Stanice dětské onkologie na Dětské chirurgické klinice přesunuto do Fakultní nemocnice v Motole, kde vzniklo samostatné oddělení dětské onkologie s 18 a později 25 lůžky, a Koutecký zde byl jmenován primářem. Pod jeho vedením bylo oddělení v roce 1983 dále transformováno na samostatnou Kliniku dětské onkologie a později ještě na současnou Kliniku dětské hematologie a onkologie 2. LF UK a FN Motol , kde byl přednostou až do roku 2004 a která se rozšířila na 60 lůžek. Jmenovací řízení profesorem v oboru dětská onkologie úspěšně zakončil v roce 1987, stal se tak prvním profesorem onkologie v Československu.
V nově vytvořeném oboru se Koutecký snažil prosazovat komplexní péči zahrnující kromě diagnostiky a léčby také rehabilitaci a psychologickou pomoc, jelikož onkologické nemoci i jejich léčba způsobují u dětí těžké tělesné i duševní komplikace.
V letech 1990, 1991–1997 a 2000–2006 byl děkanem 2. LF UK. V období 1997–2000 byl prorektorem pro vnější vztahy Univerzity Karlovy v Praze. V letech 1998–2002 byl předsedou Učené společnosti ČR.
Koutecký měl renesanční duši, miloval obrazy a hudbu. Na housle hrál od 7 let, od 8 na klavír, ve 14 zkusil skládat sonatiny. Uměl nazpaměť Haydnovy, Beethovenovy i Mozartovy sonáty.
Od roku 1991 pořádal koncerty ve velké aule Karolina. Byl také členem Rady Národního divadla, Nadace Národní galerie a Nadace Českého svazu výtvarných umělců grafiků Hollar. Život člověka i společnosti podle něj stojí na třech hlavních pilířích – na poznání (v nejširším slova smyslu), na schopnosti (lépe řečeno požehnání) vnímat krásu a na vztazích. Velký význam pro něj mělo ovšem také křesťanství, byl silně věřícím.
Měl mimořádný rozhled po celé kultuře, humanistické ideje, které v životě uplatňoval svou lidskostí, mravností a neutuchající snahou sloužit všemu dobrému a krásnému.
Josef Koutecký byl vdovec. Měl dva syny, dcera zemřela. Zemřel 5. července 2019 ve věku 88 let.
| „                            | Každý den končím s viržinkem, štamprlí a hudbou. Abych se s ním rozloučil a vyrovnal. Až se jednou ráno neprobudím, tak odejdu vyrovnán a smířen. | “ |
| — Josef Koutecký, srpen 2018 | |   |

## Výbor z díla
Koutecký sepsal jen do roku 2006 300 publikací, 8 monografií, 2 učebnice a 2 skripta.
- Nádory dětského věku (1978)
- Klinická onkologie (1988)
- Nádorová onemocnění dětí a mladistvých (1996)
- Ediční řada Krásná setkání
  - Krásná setkání (sv. I; 2005)
  - Karolinské koncerty s Kocianovým kvartetem (sv. II; 2005)
  - Se studenty (sv. III; 2006)
  - Nejen s uměním a vědou (sv. IV; 2007)
  - Nejen s Múzami (sv. VI; 2008)
- Vodníček Buližníček (1997) – kniha pro děti

## Vyznamenání
Koutecký získal za svůj život desítky cen, například:
- 1996 – medaili Za zásluhy II. stupně od prezidenta republiky Václava Havla[9]
- 16. listopadu 2006 – Medaile Josefa Hlávky[5]
- 2010 – hlavní Národní cena projektu Česká hlava za celoživotní dílo a výzkum v oboru dětské onkologie[6]
- 2014 – cena J. E. Purkyně společnosti ČLS JEP[6]
- Zlatá medaile 2. LF UK[5]
- Zlatá medaile UK[5]
- Čestná medaile Akademie věd ČR „DE SCIENTIA ET HUMANITATE OPTIME MERITIS“[5]

| „                            | Já dostal za svůj život přes padesát vyznamenání, ale když vás někdo chytne na ulici za ruku a řekne: Pane profesore, vy jste mi zachránil život a já teď mám rodinu, zaměstnání a je nám dobře, tak to je mnohem víc, než jakékoli vyznamenání. | “ |
| — Josef Koutecký, srpen 2018 | |   |